# Morsang-sur-Orge
Morsang-sur-Orge (AFI: /mɔʁˈsɑ̃ syʁ ɔʁʒ/, ) è un comune francese di 20.319 (2020) abitanti situato nel dipartimento dell'Essonne nella regione dell'Île-de-France. La sindaca è Marianne Duranton.

## Società

### Evoluzione demografica
Abitanti censiti